# Егвінна
Егвінн або Егвінна (з давн-англ. Радість від меча) — перша дружина Едуарда Старшого, пізніше короля Англії (правив 899—924), від якого вона народила майбутнього короля Етельстана (правління 924—939) і дочку, яка вийшла заміж за Сігтриґа I Сліпого, скандинавського короля Дубліна, Ірландія та Нортумбрії. Про її походження та життя майже нічого не відомо. Навіть її ім'я не згадується в жодних джерелах до періоду норманського завоювання. Першим, хто писав про неї, був Вільям Мальмесберійський, який представив її в латинізованому вигляді як Егвінна і який фактично є основним джерелом її існування.

## Дружина
За словами Вільяма Мальмесберійського, Етельстану було тридцять років, коли він став королем у 924 році, що означає, що він з'явився на світ приблизно у 894 році. З чого можна зробити висновок, що Егвінна стала дружиною Едуарда в 893 році. На той момент Едуард вже був повнолітнім і однією з його цілей було забезпечення продовження роду батька. Невідомо, що відбувалося у житті Егвінни після, хоча у двох відомих подіях вона брала активну участь. По-перше, Вільям пише, що з ініціативи короля Альфреда, Етельстана відправили на виховання до мерсійського двору Етельфледи, сестри Едуарда. По-друге, відомо, що в 901 Едуард одружився вдруге з Ельфледою, дочкою елдормана Етельхельма. Чому так сталося не зрозуміло. Можливо, у 899 році Егвінна померло і тому цілком природньо, що Едуарда вступив у повторний шлюб. Так, можливо, вважалося, що перший шлюб Едуарда не мав політичного значення, необхідного для підтримаки його прав на престол Англії. Можливо, Альфред організував перший шлюб сина, тому після його смерті в 899, і Едуард, і його разники, отримали можливість самостійно приймати рішення.

## Невідома дочка
Англосаксонська хроніка описує, що король Етельстан видав свою сестру за короля Нортумбрії Сігтриґа I Сліпого (помер в 927 році). Весілля відсвяткували в мерсійському королівсткому центрі в Тамворті 30 січня 926 року. Вільям пише, що вона була дочкою Егвінни, але не зміг підтвердити цю інформацію за допомогою доступних йому джерел. Лише пізніші джерела пропонують варіанти, але їхня історична цінність ставиться під сумніви. Роджер Вендоверський та Метью Періс (обидва померли у XIII столітті) вважали, що вона була святою Едіт (або Едгіт), яка у списках староанглійських святих відома як Секган і була похована в жіночому монастирі Полесворт (Ворикшир), неподалік від Тамворта. Інше більш пізніше джерело, спираючись на Хроніку Джона Воллінгфордського, яка була написана на початку 13 століття, називає дружину Сігтриґа Сліпого або Еадгіфу, або Еадгіт. Теж саме джерело стверджує, що вони мали сина Олафа, наступного короля Нортумбрії. Ці дані викликали неоднозначну реакцію сучасних істориків. Деякі вчена підтримують твердження Роджера або принаймі можливість, що її дійсно звали Едіт. В свою чергу Барбара Йорк стверджує, що наврядчи це ім'я належить одній із дочок Едуарда. Іншою дочкою, яку прийнято називати Едіт Полесворська, була донькою короля від другої дружини, Ельфледи.

## Сімейні обставини
Родину та соціальний статус Егвінни неможливо визначити з упевненістю. Ті невеликі докази, які є, здається, в основному забарвлені суперечками, які оточували сходження Етельстана на престол, яке, можливо, оскаржували прихильники синів Едуарда від Ельфледи.

### Правонаступництво
Вільям Мальмесберійський стверджує, що Альфред мав намір передати трон Етельстану і тому, щоб церемоніально показати новий статус онука, короля особисто подарував йому плащ, пояс і меч. Крім того, кажуть, що Альфред порадив своєю онукові отримати освіту при мерсійському дворі своєї тітки Етельфледи. Латинский акростих бл. 893/4-899 рр., в якому Етельстан, ймовірно, розглядається, як спадкоємець престолу, можливо, підтверджує той факт, що право Етельстана на правління в королівстві було визнано ще при житті його дідуся-короля.
Однак, можливо, плани Едуарда змінилися, коли його друга дружина, Ельфледа, народила йому синів. Схоже, що ці плани стосувалися Етельвірда, старшого сина від Ельфледи, який 17 липня 924 році успадкував престол Вессексу після смерті батька, тоді як мерсіакці обрали Етельстана своїм королем. Через якийсь нещасний випадок Етельвірд помер протягом місяця від початку його правління і трон Вессексу отримав Етельстан, який таким чином отримав усе королівство свого батька. Однак його вступ на престол у Вессексі зустрів значний опір. Першим про це каже той факт, що коронацію нового короля в Кінгстоні на Темзі перенесли на 4 грудня наступного-925-року. Вільям чітко зазнає, що «якийсь Ельфред» у Вінчестері активно виступав проти спадкоємця на тій підставі, що Етельстан був сином наложниці, а отже, був позашлюбним сином. Такі звинувачення, здається, служили інтересам інших претендентів, особливо Едвіна, старшого сина Ельфледи. У королівській хартії для тени (міністра) на ім'я Ельфред, Едвін підписується як клітон «етелінг», свідок після Етельстана, що означає, що він був названий спадкоємцем престолу. Обставини його смерті в 933 році свідчать про, що будь-яке мирне взаєморозуміння, яке будь-коли існувало між єдинокровними братами, закінчилося. Бертинські аннали, складені Фолькуїном Дяконом, лаконічно зазначають, що Едвін, «підштовхуваний деякими хвилюваннями в своєму королівстві», спробував доплисти до континенту, але потрапив у шторм і потонув.

### Статус
Письмові та усні джерела, які використовував Вільям Мальмесберійський для своєї праці про походження Етельстана, здається, відборажають популярні політичні позиції під час боротьби (боротьб) за правонаступництво. Варто почато з того, кому ввідає перевагу сам Вільям. Можливо, перефразовуючи латинську поему на честь Етельстана, він описує Егвінну як «видатну жінку» (illustris femina). В свою чергу Джон Вустерський, наслідуючи Вільяма, дає схожий опис «дуже шляхетної жінки» (mulier nobilissima).
Вільяму також було відомо про чутки (хоча він не сприймав їх серйозно), що мати Етельстана була наложницею, як казав «якийсь Ельфред», який очолював групу людей, які виступали про нового короля. До початку XII столітта результаті чуток весь народ почав дотримуватися такої думки, яка зродила її до коханки низького походження, хоч і благородної зовнішності. Вільям також переказує анектод про зачаття Етельстана, який він випадково почув у популярній пісня і якому сам мало довіряв. Одного дня, коли через стару прихильність Едуард Старший відвідав свою колишню няню, дружину ріва, він зустрів прекрасну доньку пастуха, яку виховували як дворянку. Едуард переспав з дівчиною без умені, яка народила йому майбутнього короля на ім'я Етельстан.
Ці óбрази можуть показувати пізніші зміни в історії на користь синів Ельфледи, але є дані, як свідчать про те, що різниця в статусі між першими двома дружина короля була проблемою лише на самому початку. Поет, який жив у найближчому майбутньому і який писав у 960-х роках, Гроцвіта Гандерсхаймський, пише, що мати Етельстана мала нижчий статус, ніж Ельфледа, чия донька Едіт стала дружиною Оттона I. Оскільки її робота Життя була написана на честь зятя, донькі та їх нащадків, на основі джерел, які симпатизували останнім, ми можемо припустити, що існував немалий ступінь упереддженості щодо Егвінни. Певно, у цьому питанні велику роль зіграла сім'я Ельфледи. 
Подальші майже сучасні свідчення походять лише опосередковано через розповіді родичів, точний зв'язок яких визначити неможливо. Згідно з її першим біографом, Дунстан, архієпископ Кентерберійський, був родичем якоїсь Етельфледи, дами королівського положення, яка сама була племінницею короля Етельстана. Також свої історії розповідали єпископ Ельфх з Вінчестера, єпископ Сінесіг з Лічфілда та інші люди при дворі (включаючи її брата Вульфрика). Не можна довести, що батько Дунстана, Хеорстан, який жив біля «королівського острова» Гластонбері, був видатною фігурою в королівстві, хоча нам мало що відомо про правління Едуарда. Оскільки Етельстан, Дунстан і Хеорстан мають спільний рідкісний ономастичний елемент -stan, припускали, що вони були родичами зі сторони Егвінни.

## Діти

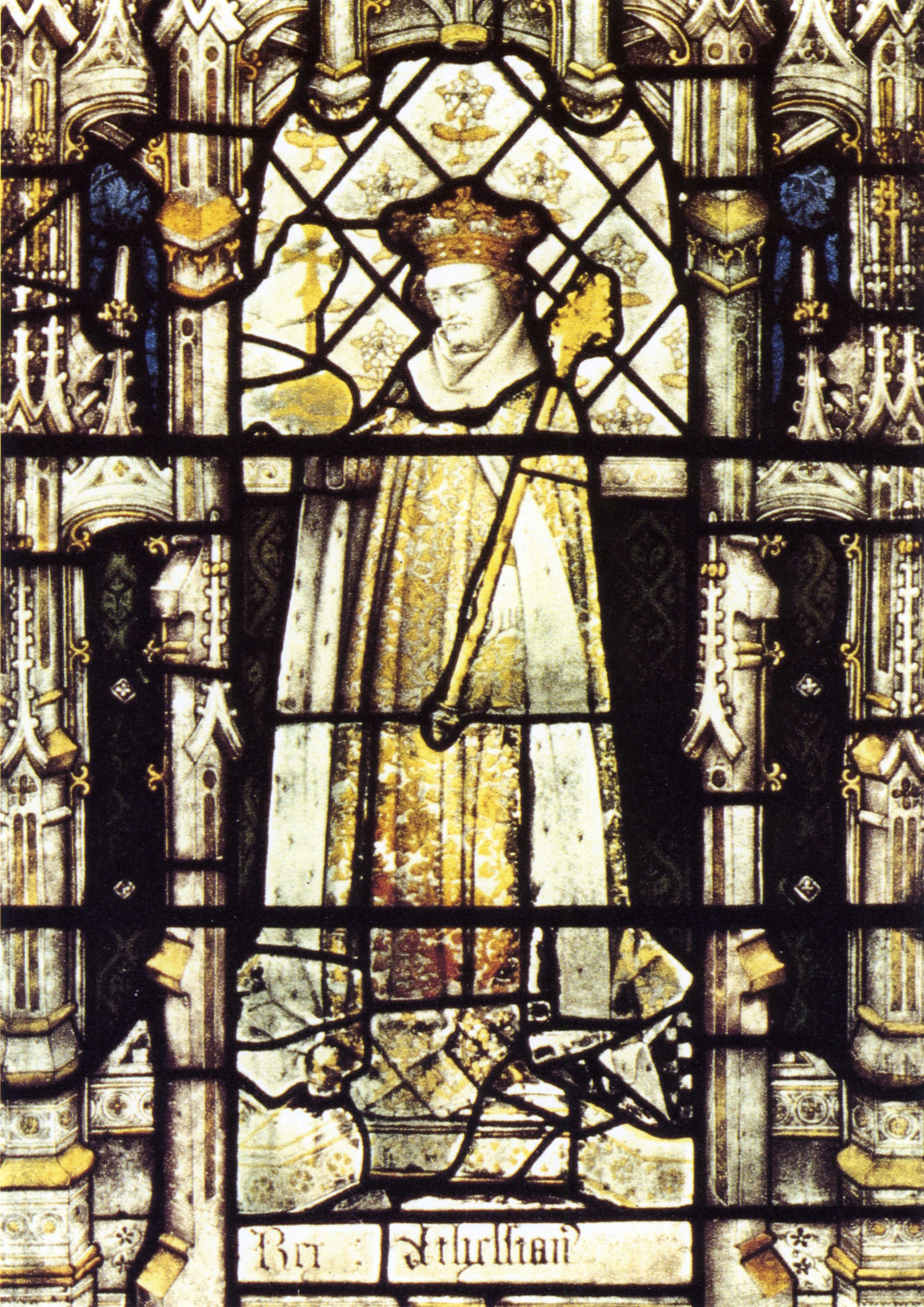
Етельстан

Точно нам відомо лише про одного сина Егвінни та Едурда Старшого: 
- Етельстан (895 — 27 жовтня 939) — король Англії (2 серпня 924 — 27 жовтня 939); одружений не був, дітей не мав.

Також деякі історики припускають, що у пари була дочка Едіт Полесворська, але навіть сам факт її існування ставиться під питання.